# Irving Mills

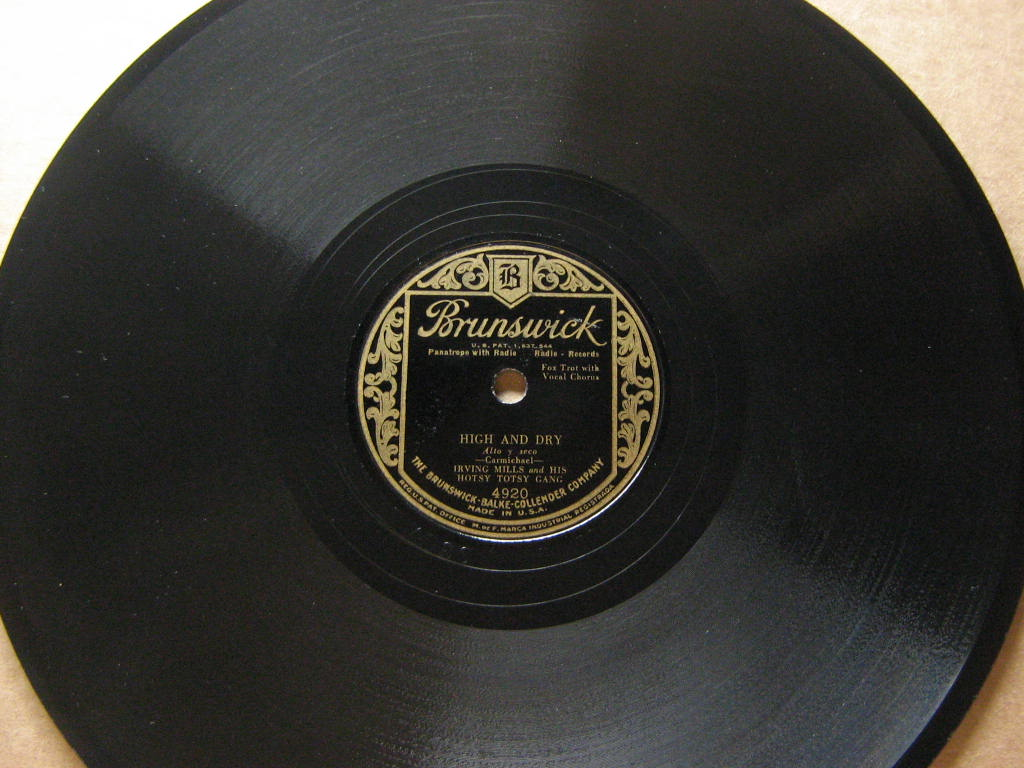
Brunswick 78er von Irving Mills & His Hotsy Totsy Gang: „High and Dry“

Irving Mills (* 16. Januar 1894 in New York; † 21. April 1985 in Palm Springs, Kalifornien) war ein US-amerikanischer Musikverleger, Produzent, Komponist sowie Sänger.

## Leben und Wirken
Irving Mills war zunächst Schlagersänger und erkannte dann – Ende der 1910er Jahre – seine Chance im rapide wachsenden Musikgeschäft. Er arbeitete zuerst als Handelsvertreter für Musikalien, dann als ein Song-Promoter („song plugger“) für den Broadway-Produzenten Lew Leslie; er reiste herum, suchte Clubs und Tanzhallen auf und versuchte, die Stücke von Leslie unterzubringen. Mit seinem Bruder Jack gründete er 1919 die Firma „Mills Music“.
Irving und Jack Mills entdeckten eine Reihe bedeutender Songwriter, wie Sammy Fain, Harry Barris, Gene Austin, Hoagy Carmichael, Jimmy McHugh und Dorothy Fields. Außerdem förderten sie die Karrieren von Jazz- und Unterhaltungsgrößen wie Cab Calloway, Duke Ellington, Ben Pollack, Jack Teagarden, Benny Goodman, Will Hudson, Raymond Scott und vielen anderen. In den frühen 1920er Jahren profitierten die Mills-Brüder vom Bluesboom durch den Erfolg von Mamie Smith’ Titel „Crazy Blues“. Sie kauften unzählige Blueskompositionen, was ihn ins schwarze Showgeschäft brachte.
In den 1920er Jahren betätigte sich Irving Mills auch als Sänger von Schlagern; mit seiner Formation Irving Mills and his Hotsy Totsy Gang arbeitete er mit Jazzmusikern als Sidemen wie Tommy Dorsey, Jimmy Dorsey, Joe Venuti, Eddie Lang, Arnold Brillhardt, Arthur Schutt, Pee Wee Russell und Manny Klein. mit Fats Wallers „Ain’t Misbehavin’“ (1929) und Hoagy Carmichaels „Stardust“ (1930) hatte er auch zwei Erfolge in den Top-30-Charts.
Wie anderen Musikverlegern ging es Mills darum, dass von seinen angekauften Songs Schallplatten eingespielt wurden, um sie besser verwerten zu können. Zu diesem Zweck benötigte Mills jedoch Orchester; aus Kostengründen suchte er nach einem schwarzen Orchester.
Eines Nachts im Herbst 1926 kam Mills in einen kleinen Club in Manhattans West 49th Street zwischen der 7th Avenue und dem Broadway, dem „Kentucky Club“. Der Besitzer hatte eine Band aus Washington, D.C., die vormaligen „The Washingtonians“ engagiert. Mills hörte die Band, die sich nun Duke Ellington and his Kentucky Club Orchestra, nannten. Am nächsten Tag nahm er sie unter Vertrag und nahm sofort eine große Anzahl Platten mit ihnen auf. Duke profitierte von Mills, da er im damaligen undurchsichtigen Showgeschäft einen weißen Manager brauchte, um erfolgreich zu sein.
Die Verbindung mit Mills gab Ellingtons Karriere einen enormen Aufschub; anderseits war Mills so in der besseren Position. So konnte er seinen eigenen Namen unter die Ellington-Kompositionen setzen und nun noch einmal an ihnen verdienen. Dadurch wird Mills bis heute als Koautor unzähliger Ellington-Titel geführt, ohne zunächst deren Urheber gewesen zu sein: „Mood Indigo“, „Solitude“, „It Don’t Mean a Thing (If It Ain’t Got That Swing)“, „Sophisticated Lady“, „Black and Tan Fantasy“ und viele andere. Mills war so an den Tantiemen beteiligt und verbesserte zugleich seine ASCAP-Kategorie.
Er drängte Ellington dazu, viel zu komponieren, war an Texten beteiligt und hatte ein gewisses Talent, die Kompositionen für die erfolgreiche Schallplatten-Veröffentlichung zu verändern. Mills meinte dazu: „Was immer sie auch machten, ich habe es ausgedünnt. Seine Musik war immer so schwer. Er überarrangierte … Die meisten Stücke habe ich vereinfacht“. Er sorgte für den Kontrakt des Orchesters mit dem Cotton Club und schickte sie 1932 auf ihre erste England-Tournee. Kurz vor seiner großen Europatournee 1939 beendete Ellington die geschäftlichen Beziehungen zu Irving Mills.
Mills zählte zu den ersten, die die schwarze und weiße Musiker zusammen aufnahmen.
Mills entdeckte auch Blanche Calloway und ihren Bruder Cab Calloway.
Außerdem nutzte er das Ellington Orchester und deren Musiker als eine Art „Schattenband“. Weiterhin nahm er eigene Stücke mit der „Mills Blue Rhythm Band“ auf. Calloway trat mit dieser Band im „Cotton Club“ auf, wo sie das Stück „Minnie the Moocher“ popularisierten, das Mills zusammen mit Calloway und Clarence Gaskill geschrieben hatte.
Um noch mehr Aufnahmen mit seinen Vertragsmusikern einspielen zu können, erfand Mills das Verfahren der „Band in der Band,“ indem er mit „small groups“ – gebildet aus Musikern der großen Bands – Platten aufnahm. Mills begann dies 1928 mit Mitgliedern der Band von Ben Pollack, die er für verschiedene Label aufnehmen ließ, während Pollack selbst einen Exklusivkontrakt mit Victor hatte. Diese Methode wendeten später auch Benny Goodman, Artie Shaw und andere Bandleader an.
Im Jahr 1936 gründete er – zusammen mit Herbert Yates (dem die Firma „Consolidated Film“ gehörte) – die Plattenlabel „Master“ und „Variety“, die später von Brunswick und Vocalion aufgekauft wurden.
Irving Mills hatte die beiden Firmen als Billiglabel geplant, um die „small group“-Aufnahmen zu vermarkten; Die Platten des „Variety-Label“ kosteten 35 cents oder 3 Stück für einen Dollar, die „Master“-Label Platten wurden für 75 Cents verkauft. Von Dezember 1936 bis zum September 1937 entstand eine Reihe von Aufnahmen (40 Titel bei Master – u. a. vom Hudson-DeLange Orchestra, dessen Mitbesitzer er war – und 170 auf Variety). Master's erfolgreichste Künstler waren Duke Ellington, Raymond Scott, Casper Reardon und Adrian Rollini. „Variety“s Katalog umfasste die Aufnahmen von Cab Calloway, Red Nichols, sowie den „small group“-Aufnahmen von Musikern der Ellington Band wie Barney Bigard, Cootie Williams, Rex Stewart und Johnny Hodges, außerdem von Noble Sissle, Frankie Newton, The Three Peppers, Chu Berry, Billy Kyle und vielen anderen Musikern der damaligen Jazz- und Populärmusik-Szene in und um New York. Ende 1937 waren die beiden Label am Ende. Mills versuchte zwar, die Platten auch in Europa zu vermarkten, was aber nicht gelang. Nach dem Kollaps der Label wurden die „Master“-Platten von „Brunswick“, die von „Variety“ von „Vocalion“ übernommen (und später von Columbia veröffentlicht).
Durch seine Aufnahmeaktivitäten wurde Mills der Kopf der „American Recording Company“, die nun zu Columbia Records gehört. Er produzierte auch einen Kinofilm, Stormy Weather (1943), in dem Jazzgrößen wie Lena Horne, Cab Calloway, Zutty Singleton und Fats Waller auftraten sowie legendäre Tänzer wie die „Nicholas Brothers“ und Bill „Bojangles“ Robinson.
Bei der ASCAP sind für Mills über 350 Musiktitel urheberrechtlich geschützt, darunter Klassiker wie Mood Indigo; alleine diese Komposition ist mit über 100 Aufnahmen registriert.
Seinen Platz in der Geschichte des Jazz verdient er insbesondere durch seine geschäftlichen Fähigkeiten, den Jazz populär zu machen, insbesondere für seine Verdienste um die Promotion schwarzer Künstler.